# Destruction Derby (серия игр)
Destruction Derby — серия гоночных видеоигр, разработанных рядом компаний, таких как Ubisoft Reflections,Looking Glass Studios и Studio 33.
Первой игрой в серии стала Destruction Derby, выпущенная в 1995 году.

## Игры

### Destuction Derby
Видеоигра 1995 года, выпущенная Reflection Interactive. Была разработана для PlayStation, Sega Saturn, MS-DOS. Игра основывалась на реальном виде спорта, Demolition derby. Игра включала в себя гонки по трекам, и битву на арене. Хоть игра и была простой, она очень хорошо продалась, и была одной из игр, достигших платиновых продаж на Playstation.
Версия для Nintendo 64 была графически и технически лучше оригинала. Отличалась яркой графикой, и более продвинутой системой повреждения, включая новые элементы машины для повреждение, такие как капот, крылья.

### Destuction Derby 2
Destruction Derby 2 был выпущен в 1996 году, вслед за оригиналом. Разработанная Ubisoft Reflections для Playstation и PC. В отличие от оригинала, игрок теперь ездил на семи различных трассах, а сопровождал его диктор Paul Page.
Игра была добавлена в Playstation Platinum range в 1997 году. . Первоначально игра была выпущена в обложке с двойным CD (хотя игра была только на одном CD), но версия platinum range была выпущена в обычной обложке PlayStation.

### Destruction Derby RAW
Destruction Derby Raw игра для PlayStation и является третьей частью серии. Он был разработан Studio 33 и впервые выпущен в 2000 году.

### Destruction Derby Arenas
Destruction Derby Arenas-это для PlayStation 2. Он был разработан Studio 33 и выпущен в 2004 году.
Игра примечательна тем, что является одной из первых игр PS2, которая позволила играть онлайн. Хотя это была первая игра серии Destruction Derby, выпущенная для PS2, в целом была прохладно встречена по сравнению с предшественниками, из-за отклонения от реализма и переход на более мультяшный тон.